# Misiones de mantenimiento de la paz de Ucrania

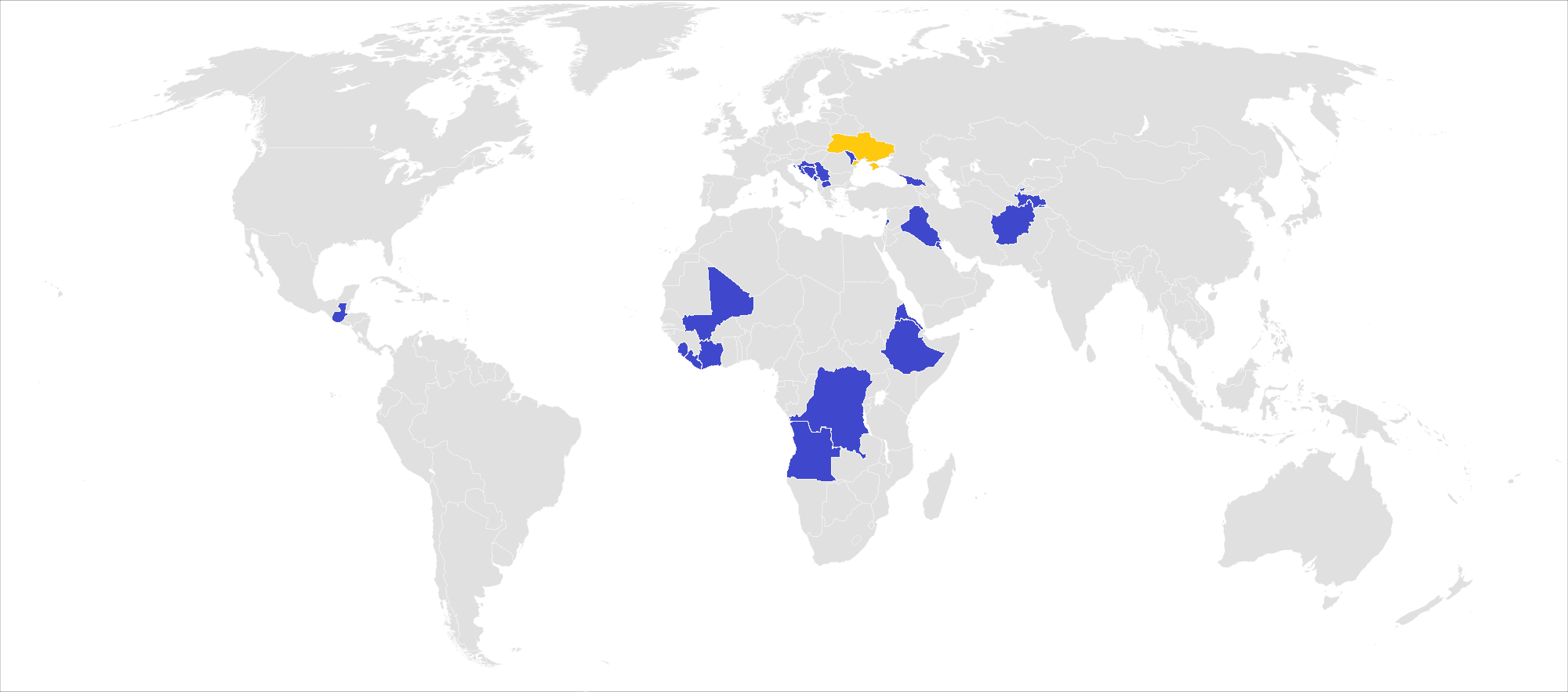
Misiones de la paz de Ucrania

Desde 1992 , las Fuerzas Armadas de Ucrania participan en operaciones de mantenimiento de la paz bajo los auspicios de la ONU, la OTAN y otras organizaciones internacionales. En las operaciones militares participaron 44.000 soldados ucranianos, 55 de los cuales murieron.

Los ucranianos participaron en las operaciones de mantenimiento de la paz de la ONU durante la época de la URSS, estos ciudadanos ucranianos no están incluidos en las estadísticas oficiales, a diferencia de lo que ocurre en otras repúblicas de la Unión.

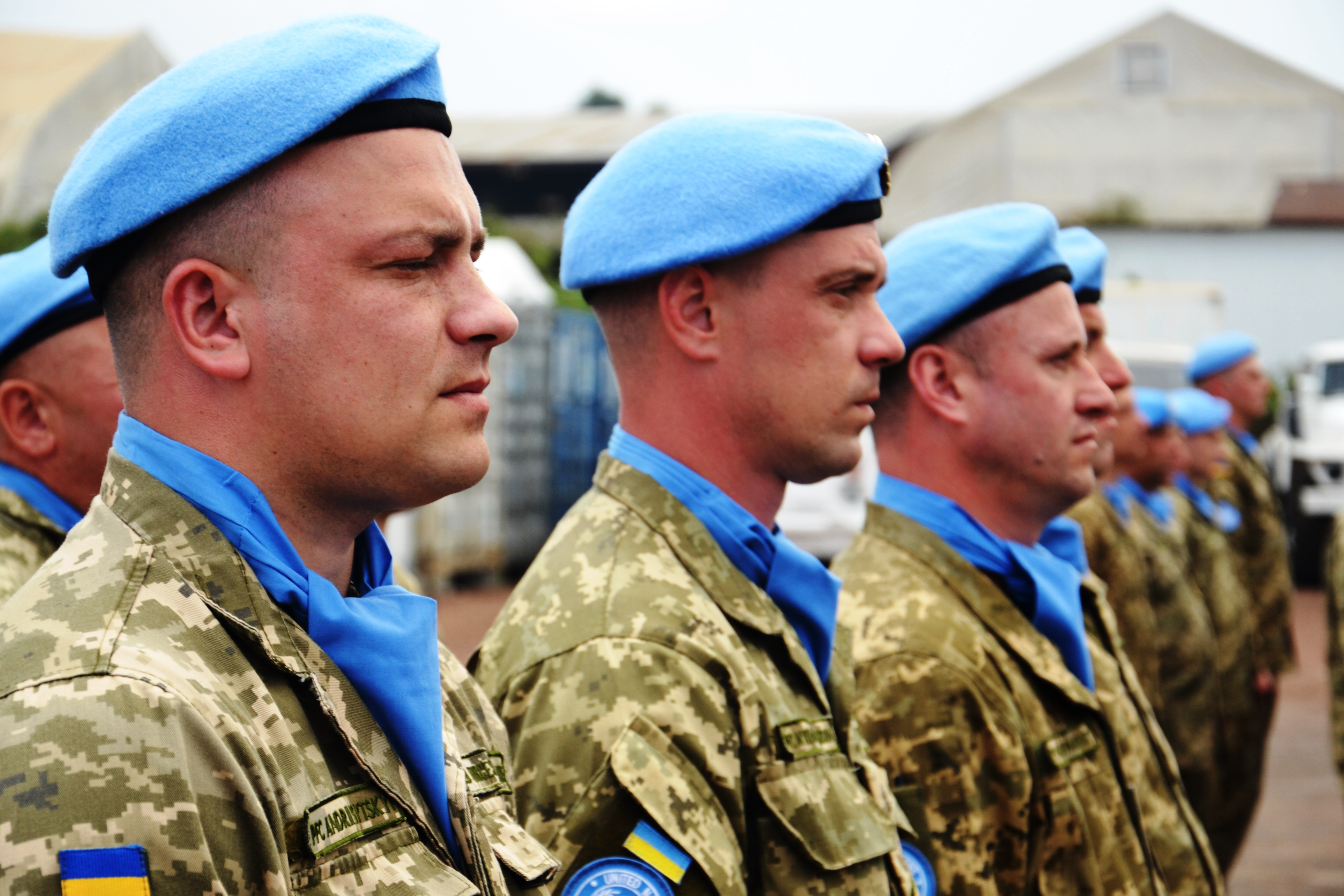
Contingente de fuerzas de paz ucranianasen RD Congo

En 2022, las Fuerzas Armadas de Ucrania habían participado en tres operaciones de mantenimiento de la paz.. El 7 de marzo de 2022, por Decreto del presidente Volodymyr Zelenskyi, las fuerzas de paz ucranianas fueron retiradas de todo el mundo en relación con la agresión armada de la Federación Rusa contra Ucrania. En 2022, Ucrania era el noveno mayor contribuyente de personal militar a las misiones de paz de la ONU. La retirada de las tropas de paz ucranianas ha debilitado las operaciones de mantenimiento de la paz de la ONU en las misiones afectadas. La guerra en curso en Ucrania también ha planteado desafíos para la participación futura del país en las operaciones de mantenimiento de la paz de la ONU.

## Misiones de paz de Ucrania
La lista incluye todas las operaciones de mantenimiento de la paz de Ucrania desde su independencia.
| Número | Años                                      | Título | Ubicación                       | Fuerza militar permanente   | Pérdidas     | Estatus    |
| ------ | ----------------------------------------- | --- | ------------------------------- | --------------------------- | ------------ | ---------- |
| 1      | 1992—1995                                 | Fuerza de Protección de las Naciones Unidas (UNPROFOR)                                                                          | Yugoslavia                      | 1303                        | 15           | completado |
| 2      | 1993                                      | Misión humanitaria ucraniana en Georgia                                                                                         | Грузія                          | 131                         | sin pérdidas | completado |
| 3      | 1994—2000                                 | Misión de la ONU en Tayikistán                                                                                                  | Tayikistán                      | 21                          | sin pérdidas | completado |
| 4      | 1995—1999                                 | El poder de la encarnación (IFOR), Fuerzas de estabilización (SFOR) en Bosnia y Herzegovina                                     | Bosnia y Herzegovina            | 400                         | 2            | completado |
| 5      | 1995—1999                                 | Misión de Despliegue Preventivo de la ONU en Macedonia (UNPREDEP)                                                               | Macedonia del Norte             | 1                           | sin pérdidas | completado |
| 6      | 1996—1998                                 | Тимчасова адміністрація ООН для Східної Славонії, Барані та Західного Срема (UNTAES)                                            | Croacia                         | 511                         | sin pérdidas | completado |
| 7      | 1996—1999                                 | Misión de la ONU en Angola (MONUA)                                                                                              | Angola                          | 216                         | 1            | completado |
| 8      | 1996—2002                                 | Misión de Observadores de las Naciones Unidas en Prevlaka (UNMOP)                                                               | Croacia                         | 2                           | sin pérdidas | completado |
| 9      | 1997                                      | Misión de la ONU en Guatemala (MINUGUA)                                                                                         | Guatemala                       | 8                           | sin pérdidas | completado |
| 10     | 1998—2001                                 | Misión de verificación de la OSCE en Kosovo (Kosovo Verification Mission)                                                       | Kosovo                          | 23                          | sin pérdidas | completado |
| 11     | 1999—2022                                 | Fuerza militar multinacional liderada por la OTAN desplegada en Kosovo — KFOR                                                   | Kosovo                          | 40                          | 4            | completado |
| 12     | 1999—2005                                 | Misión de la OSCE en Georgia | Georgia                         | 530                         | sin pérdidas | completado |
| 13     | з 2000, військовий контингент з 2012—2022 | Operación ucraniana de mantenimiento de la paz en la República Democrática del Congo                                            | República Democrática del Congo | 13                          | sin pérdidas | completado |
| 14     | 2000—2006                                 | Fuerza Provisional de las Naciones Unidas para el Líbano (UNIFIL)                                                               | Líbano                          | 650                         | sin pérdidas | completado |
| 15     | 2000—2001                                 | Fuerza Internacional de Asistencia para la Seguridad                                                                            | Afganistán                      | 1                           | sin pérdidas | completado |
| 16     | 2001—2005                                 | Misión de las Naciones Unidas en Sierra Leona (UNAMSIL)                                                                         | Sierra Leona                    | 530                         | 6            | completado |
| 17     | 2003                                      | Misión humanitaria en el Estado de Kuwait (UNIKOM)                                                                              | Kuwait                          | 448                         | sin pérdidas | completado |
| 18     | 2004—2008                                 | Misión ucraniana de mantenimiento de la paz en Etiopía y Eritrea                                                                | Etiopía Eritrea                 | 7                           | sin pérdidas | completado |
| 19     | 2005—2011                                 | Misión de la ONU en Sudán | Sudán                           | 11                          | sin pérdidas | completado |
| 20     | 2005—2008                                 | Misión ucraniana de mantenimiento de la paz en Iraq                                                                             | Irak                            | 1690                        | 18           | completado |
| 21     | 2007—2014                                 | Fuerza Internacional de Asistencia para la Seguridad                                                                            | Afganistán                      | 30                          | sin pérdidas | completado |
| 22     | 2008—2009                                 | Misión de la ONU en Georgia | Georgia                         | 37                          | sin pérdidas | completado |
| 23     | 2003—2018                                 | Misión ucraniana de mantenimiento de la paz en Liberia (Misión de las Naciones Unidas en Liberia)                               | Liberia                         | 275                         | 5            | completado |
| 24     | 2011—2022                                 | Operación de la ONU en Costa de Marfil                                                                                          | Costa de Marfil                 | 56                          | 1            | completado |
| 25     | 2019—2022                                 | Contingente ucraniano de mantenimiento de la paz en Malí MINUSMA Archivado el 6 de abril de 2019 en Wayback Machine.            | Mali                            | 20                          |              | completado |
| 26     | 1998—2022                                 | Fuerzas conjuntas de mantenimiento de la paz en la Zona de Seguridad de la región del Trans-Dniéster de la República de Moldova | Moldavia                        | 10 (observadores militares) | sin pérdidas | completado |

A finales de 2012, un grupo de oficiales de las Fuerzas Armadas de Ucrania bajo la dirección del coronel (retirado) Serhii Hrabskyi fundó la Asociación Ucraniana "Unión de Participantes en Operaciones de Mantenimiento de la Paz", que reunió en sus filas a participantes en operaciones de mantenimiento de la paz bajo los auspicios de la ONU, la OTAN, la OSCE y otras organizaciones internacionales para determinar el estatus de esta categoría y garantizar su protección social.

## Aniversarios y fechas memorables.

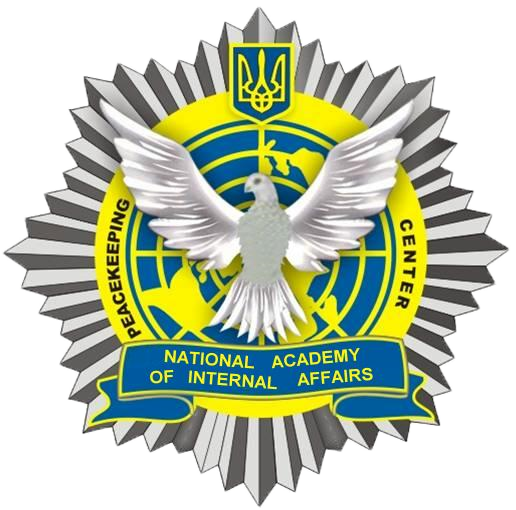
Logotipo del Centro Especial de Mantenimiento de la Paz de Ucrania

En 2017, Ucrania celebró el 25 aniversario de la participación de Ucrania en las operaciones de las Fuerzas de Mantenimiento de la Paz de las Naciones Unidas (FPNU) (1992) a nivel estatal.
Las tropas ucranianas han sido elogiadas por su profesionalismo y dedicación al mantenimiento de la paz.[cita requerida]